# Fri?
"Fri?" var Finlands bidrag till Eurovision Song Contest 1990, och sjöngs på svenska av Beat.
Bidraget startade som nummer 22 (och sist ut) den kvällen, efter Cyperns Haris Anastasiou med "Milas Poli". När alla hade röstat hade bidraget skrapat ihop åtta poäng, och hamnat på näst sista plats.
Sångtexten ställer frågor om frihet. Sången spelades även in på finska och engelska.
Texten skrevs av Stina Engblom Colliander, modern till bröderna Janne och Kim Engblom.